# Alisarda

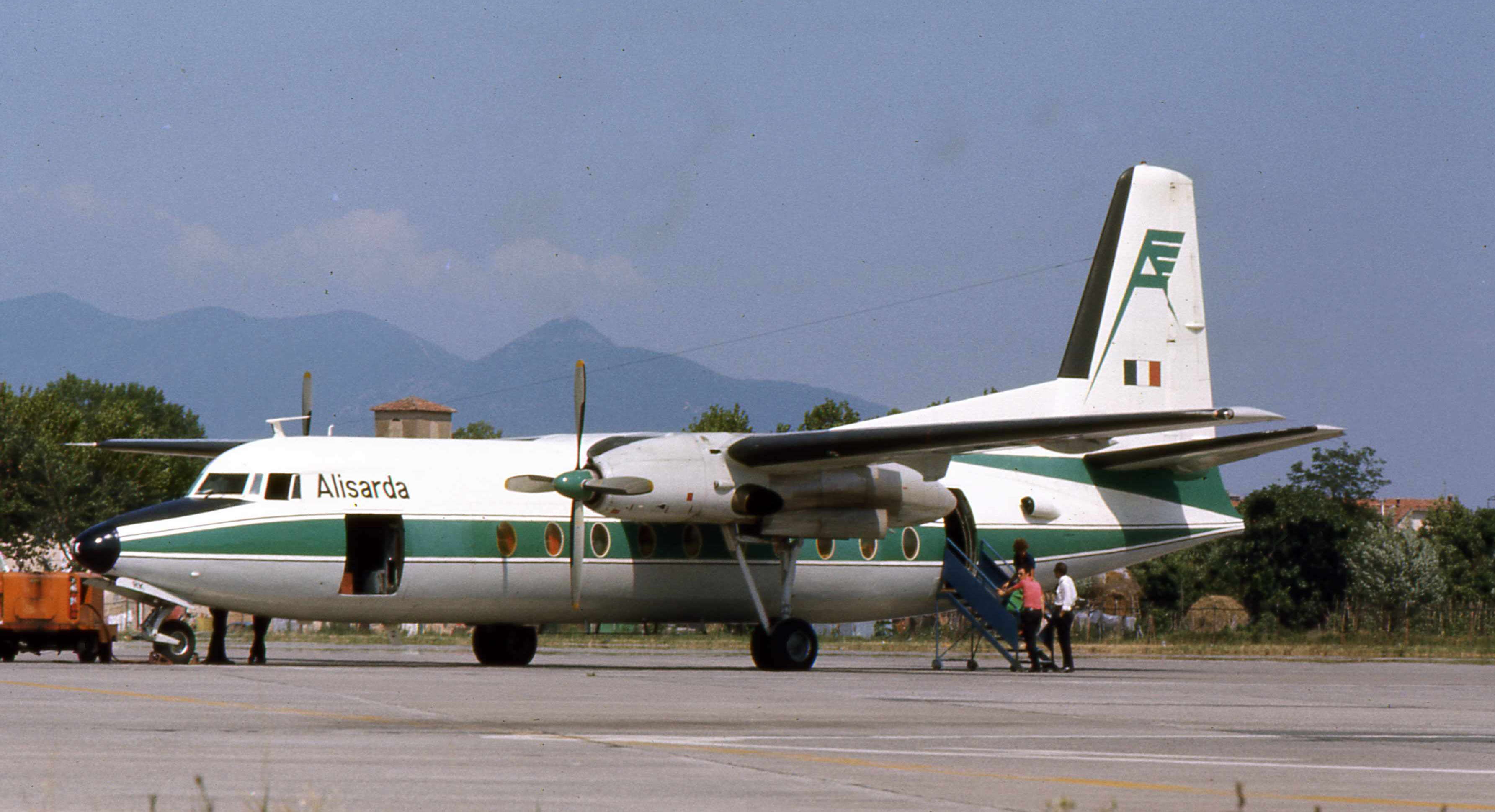
Fokker F-27 immatricolato I-SARK.

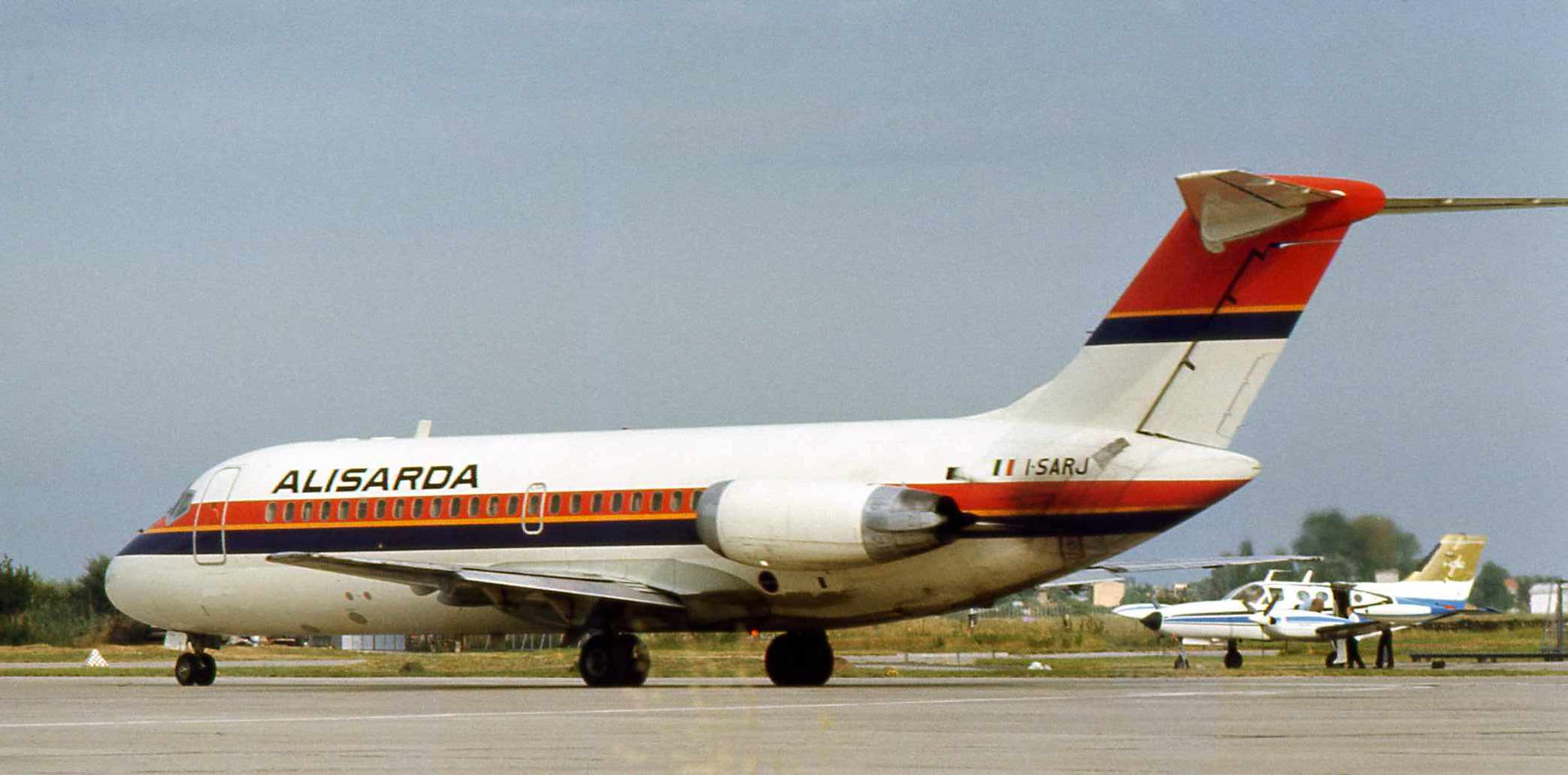
DC-9 Alisarda a Pisa, 1974.

MD-82 Alisarda a Bologna, 1985.

La rete dei servizi subito prima del cambio di nome in Meridiana

Alisarda S.p.A. è stata un'importante compagnia aerea italiana basata ad Olbia in Sardegna. Cambiò ragione sociale in Meridiana nel 1991.
Nel dicembre 2014 la denominazione Alisarda è stata nuovamente utilizzata per la società finanziaria al vertice delle due aerolinee Meridiana ed Air Italy. Il gruppo Alisarda S.p.A. controllava il 51% di AQA Holding S.p.A. che, a sua volta, deteneva il 100 % del capitale di Air Italy S.p.A. Per un certo periodo la capogruppo ha detenuto anche la maggioranza delle azioni di Geasar, società di gestione dell'aeroporto di Olbia-Costa Smeralda.

## Storia
Alisarda fu fondata il 29 marzo 1963 a Olbia su istigazione di Karīm al-Husaynī, meglio noto come Imam Aga Khan IV.
Nata con lo scopo di favorire lo sviluppo della Costa Smeralda, iniziò con sole attività di aerotaxi il 9 giugno 1964 dall'aeroporto di Venafiorita, una striscia di terra battuta a sud di Olbia, con due bimotori Beechcraft C-45 da otto posti (noti con la denominazione civile Beechcraft Model 18 "Twin Beech"). L'esemplare immatricolato I-SARE è stato restaurato ed è ora esposto all'interno dell'aerostazione dell'aeroporto di Olbia. Nel primo anno d'attività i passeggeri trasportati furono 186.
I voli di linea iniziarono il 30 maggio 1966 con due velivoli Nord 262 costruiti da Nord Aviation (divenuta in seguito Aérospatiale); i turboelica erano capaci di accogliere in cabina fino a 26 passeggeri.
Nel 1966, primo anno di attività come vettore di linea, furono effettuati sulla tratta Olbia - Roma-Fiumicino e vv., 662 voli commerciali per complessive 957 ore di volo e trasportati 5.640 passeggeri. Inoltre fu inaugurata anche la tratta Olbia - Milano-Linate e vv.
Nel 1968 la compagnia si allargò anche all'estero e ai citati scali nazionali si aggiunse quello di Nizza; per meglio soddisfare la crescita del traffico furono acquistati due turboelica Fokker F27 da 44 passeggeri.
Nel 1971 fu inaugurata la tratta Olbia - Torino con scalo a Nizza e, nel 1972, i velivoli Alisarda raggiunsero anche a Genova, Bologna e Pisa; la flotta nel frattempo era stata ampliata a tre Fokker F27, utili anche per le attività charter.
Per qualche anno i Fokker 27 operarono insieme a due McDonnell Douglas DC-9/14 che entrarono in linea contestualmente all'apertura del nuovo Aeroporto di Olbia "Costa Smeralda". I biturbina furono progressivamente ritirati dal servizio a partire dal 1977. Nell'ambito delle nuove strutture aeroportuali di Olbia, Alisarda fece costruire un grande hangar che consentiva di effettuare autonomamente l'assistenza tecnica alla flotta.
Nel 1978 fu assegnata, in concessione governativa, la rotta Cagliari - Milano-Linate e vv.; la capacità operativa della società si era inoltre raddoppiata grazie all'inserimento in flotta di due più capienti DC-9/32 (120 posti). Questi rimasero in servizio fino alla primavera del 1981, quando furono sostituiti da tre degli ancora più capienti DC-9/51 (139 posti). Ai collegamenti in Europa si aggiunsero anche i voli da e per Ginevra, Zurigo, Parigi, Francoforte e Düsseldorf.
Nel maggio 1985 entrarono in flotta i primi due McDonnell Douglas MD-82 a grande capacità (fino a 172 posti in classe unica). Alla fine di quello stesso anno, risultarono trasportati 791.439 passeggeri, su una rete che comprendeva, oltre alle citate linee, anche quelle verso Catania.
Il 3 maggio 1991 l'assemblea straordinaria dei soci deliberò il cambio della ragione sociale in Meridiana con effetto a partire dal 1º settembre successivo. Poco prima era stato ratificato un ordine fermo per i quadrigetti British Aerospace BAe.146 serie 200.

## Flotta
| Tipo di aereo                         | In flotta |
| ------------------------------------- | --------- |
| British Aerospace BAe 146-200         | 3         |
| McDonnell Douglas DC-9-10             | 2         |
| McDonnell Douglas DC-9-30             | 2         |
| McDonnell Douglas DC-9-50             | 7         |
| McDonnell Douglas MD-82               | 7         |
| Beechcraft C-45                       | 2         |
| Nord Aviation (Aérospatiale) Nord 262 | 2         |
| Fokker F27 Friendship                 | 3         |

## Galleria fotografica

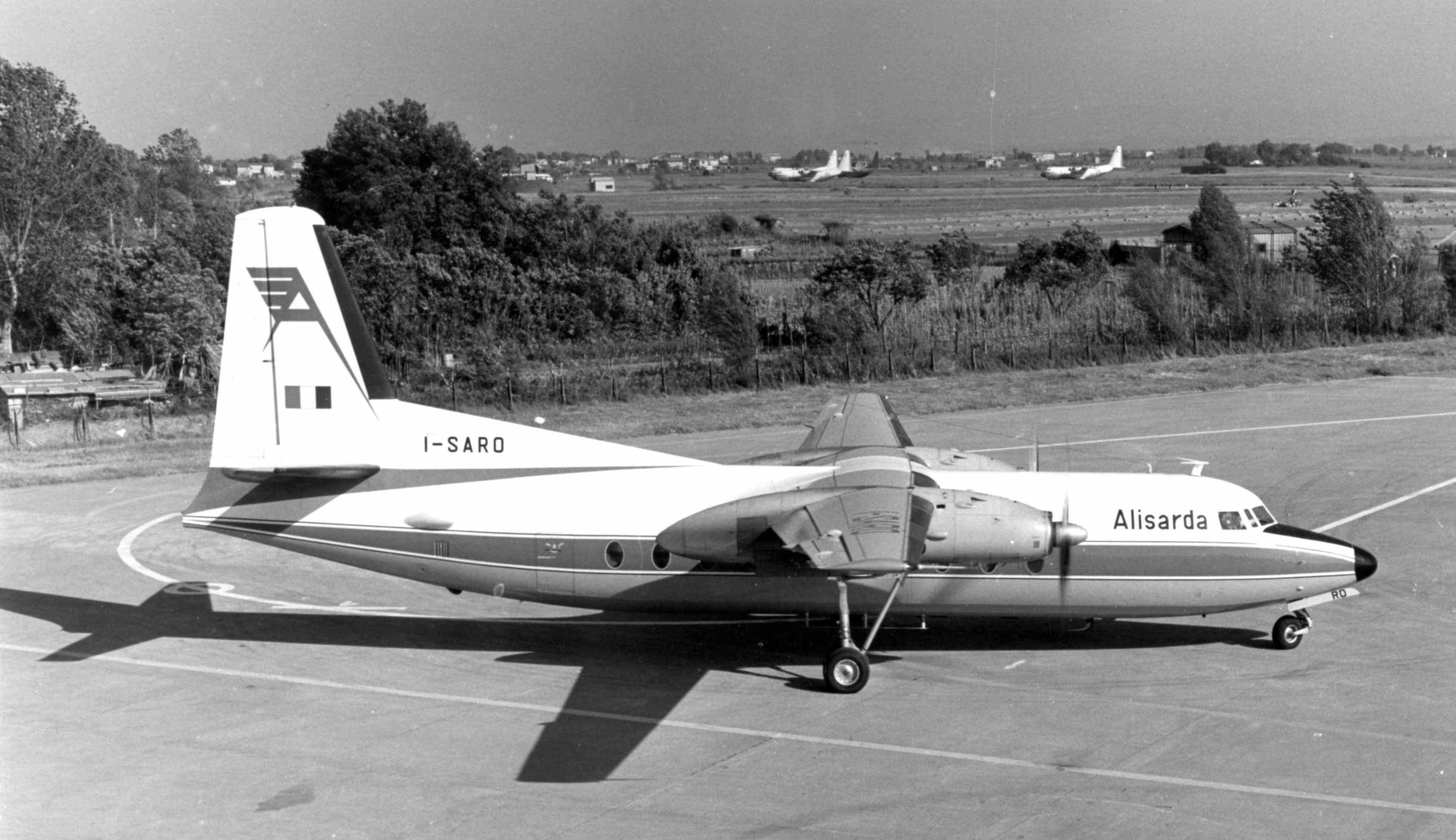
Fokker F-27 immatricolato I-SARO.
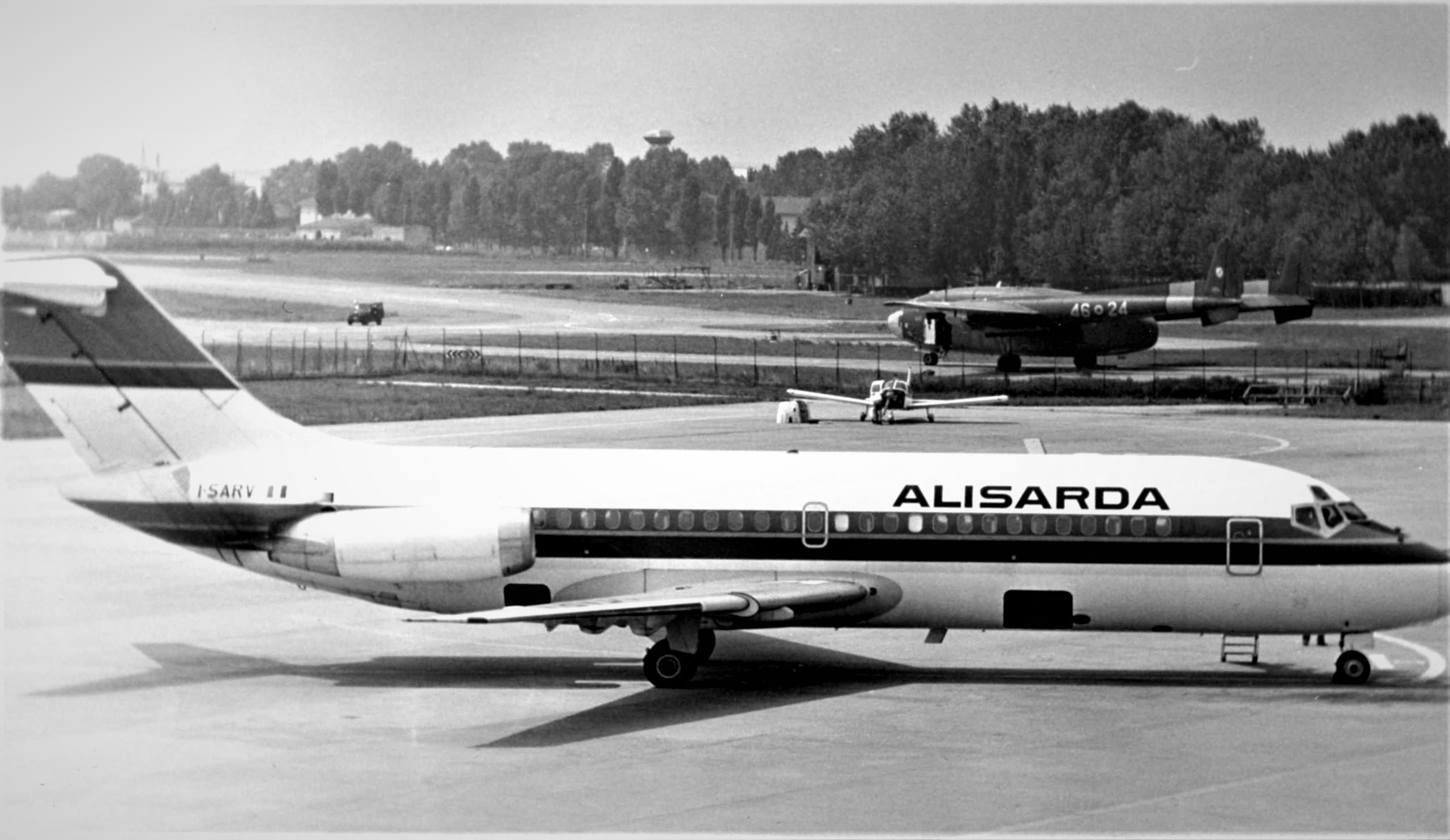
DC-9 immatricolato I-SARV.
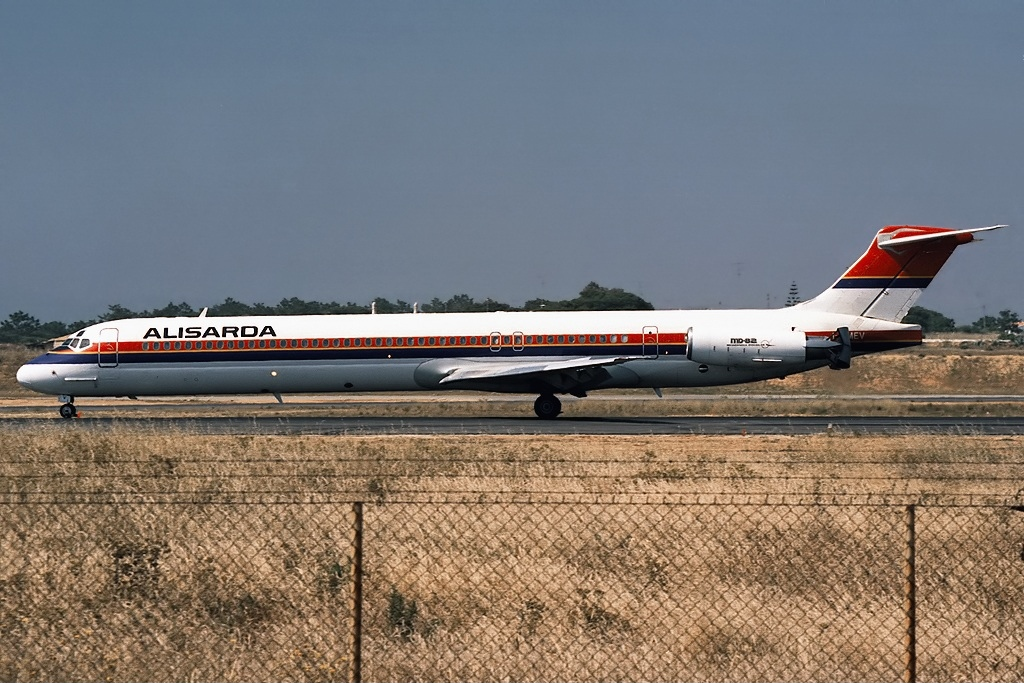
MD-82 immatricolato I-SMEV.